# Anselme Davril
Anselme Davril est un moine bénédictin de l'abbaye de Fleury. Professeur à l'Institut supérieur de liturgie de Paris, il est l'auteur de nombreux ouvrages. 

## Ouvrages
- L'ordre bénédictin.
- La vie des moines au temps des grandes abbayes, avec Eric Palazzo, Hachette Littératures, 2000.